# Петербургская улица (Ломоносов)
Петербу́ргская улица — улица в городе Ломоносове Петродворцового района Санкт-Петербурга. Проходит от Привокзальной площади до Дворцового проспекта.

## История
Первоначальное название — Почто́вый переулок — появилось в 1800-х годах и связано с тем, что из переулка осуществлялась развозка почты на лошадях, принадлежавших проживавшему здесь купцу Тараканову. Вторым Почтовым переулком в Ломоносове был нынешний Екатерининский переулок.
27 февраля 1869 года переулок переименовали в Петербургскую улицу, поскольку незадолго до этого, в 1864 году, была построена железная дорога Санкт-Петербург — Ораниенбаум, а в начале улицы находится конечная станция этой дороги — Ораниенбаум I.
В 1914 году улица стала Петрогра́дской, с 1924 года — Ленингра́дской. Переименования происходили вслед за переименованием города.
13 января 1998 года улице вернули историческое название Петербургская.
Восточную (чётную) сторону Петербургской улицы между Привокзальной площадью и улицей Рубакина занимает Привокзальный сквер.

## Застройка
- дом 2/10 — жилой дом (начало XX века; выявленный объект культурного наследия[2])

## Перекрёстки
- Привокзальная площадь / Привокзальная улица
- улица Рубакина
- 1-я Нижняя улица
- Дворцовый проспект